# 麻生建
麻生 建（あそう たけし、1941年3月9日 - 2008年1月24日）は、日本のドイツ哲学者、東京大学教養学部名誉教授。
東京生まれ。1963年東京大学教養学部教養学科ドイツ分科卒業、1965年同大学院比較文学比較文化修士課程修了。1968年から1971年まで西ドイツ・フライブルク大学留学。1974年東京大学教養学部助教授、1989年同教授。2000年定年退官、帝京平成大学で情報学部長を勤め、在職中に死去。

## 著書
- 解釈学（世界書院、1985年）ASIN B000J6XUG6
- ドイツ言語哲学の諸相（東京大学出版会、1989年）ISBN 4130100556
- 練習中心ミニ文法: 新訂（同学社、1993年）ISBN 4810208281

## 翻訳
- 教会の神学 ヘルマン・ディーム 新教出版社・新教新書 1965年
- 歴史主義の成立（上下） F.マイネック 菊盛英夫共訳 筑摩書房 1968年、復刊1985年
- ヘーゲルとヘーゲル左派 カール・レーヴィット 未來社 1975年
- ディルタイ その哲学への案内 オットー・F・ボルノー 未來社 1977年
- 隠喩論 宗教的言語の解釈学 ポール・リクール、E.ユンゲル 三浦国泰共訳 ヨルダン社 1987年
- 野の道での会話〈第3部門〉未刊論文(講演‐思い)  マルティン・ハイデッガー、クラウス・オピリーク共訳 「全集」創文社 2001年。オンデマンド出版・東京大学出版会 2021年